# Майоттский дронго
Майоттский дронго (лат. Dicrurus waldenii) — вид воробьиных птиц из семейства дронговых (Dicruridae).
Майоттский дронго является эндемиком острова Майотта. Местом его обитания являются субтропические и тропические низменные леса, субтропические и тропические мангровые леса, субтропические и тропические кустарниковые заросли в районах с влажным климатом, а также возделываемые человеком плантации.
Территории, заселённые этим видом птиц, постоянно сокращаются. Согласно оценке МСОП, майоттский дронго относится к тем видам животных, которые находятся под угрозой исчезновения.